# Ghiacciaio Zbelsurd
Il ghiacciaio Zbelsurd è un ghiacciaio lungo circa 2,25 km e largo 1,6, situato sull'isola Liège, una delle isole dell'arcipelago Palmer, al largo della costa nord-occidentale della Terra di Graham, in Antartide. In particolare, il ghiacciaio, sito a sud-ovest del ghiacciaio Sigmen e a nord-nord-est del ghiacciaio Pleystor, fluisce verso nord-ovest a partire dal versante nord-occidentale del picco Pavlov e da quello settentrionale del picco Mishev,  nei monti Brugmann, fino a entrare nella cala Bolbabria, nella parte centro-occidentale dell'isola.

## Storia
Il ghiacciaio Zbelsurd è stato mappato nel 1978 da cartografi del British Antarctic Survey ma è stato così battezzato solo nel 2013 dalla Commissione bulgara per i toponimi antartici in onore di Zbelsurd (o Sbelsurd), dio trace del cielo e del tuono.